# Alekszandr Lukics Ptusko
Alekszandr Lukics Ptusko (Александр Лукич Птушко), (Luhanszk, 1900. április 19. – Moszkva, 1973. március 6.) orosz filmrendező, animátor, operatőr.

## Filmográfia
- 1935 – Új Gulliver (Новый Гулливер; kombinált bábfilm, rendező és író G. Rosallal)
- 1936 – Grant kapitány gyermekei (Дети капитана Гранта; operatőr)
- 1939 – Aranykulcsocska (Золотой ключик; kombinált bábfilm)
- 1942 – Sztyeppék harcosai (Батыры степей; rövidfilm, operatőr)
- 1942 – Egy fiú a városunkból (társrendező)
- 1942 – Kerületi titkár (trükkoperatőr)
- 1944 – Moszkva ege (Небо Москвы; trükkoperatőr)
- 1944 – Zója (akciórendező)
- 1946 – Kővirág Каменный цветок)
- 1948 – Három találkozás
- 1952 – Szadko – A boldogság madara
- 1956 – Ilja Muromec – A fejedelem bajnoka
- 1958 – Szampó – A csodálatos malom (finn-szovjet film a Kalevala motívumaiból)
- 1961 – Bíborvörös vitorlák
- 1964 – Mese az elvesztegetett időről
- 1966 – Mese Szaltán cárról
- 1967 – Вий (Gogol elbeszélése alapján; harmadmagával forgatókönyvíró, művészeti vezető)
- 1972 – Ruszlán és Ludmilla